# Gatto delle foreste norvegesi
Il gatto norvegese delle foreste (noto come Norsk Skogkatt nel suo paese d'origine) è un'antica razza di gatti originaria dei paesi scandinavi.

## Storia

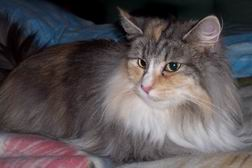
Esemplare femmina di gatto norvegese delle foreste

La storia del gatto norvegese delle foreste è ricca di leggende legate ai Vichinghi. Si narra, infatti, che fossero soliti tenere in casa i gatti dei boschi vicini alle loro abitazioni e che li portassero sulle navi, durante i viaggi, come cacciatori di topi.
Alcune leggende norvegesi raccontano che Freia, dea dell'amore e della fertilità, vagasse per il mondo su un carro trainato da due grossi gatti dal pelo lungo cercando il suo consorte Óðr e che anche Thor, dio del tuono, fu sottoposto a una prova di forza che consisteva nel sollevare un grosso gatto. Le prime citazioni storiche cominciano nel 1559 quando il sacerdote e naturalista danese Peter Clausson Friis, allora residente in Norvegia, divise le linci norvegesi in tre classi: la lince-lupo, la lince-volpe e la lince-gatto.
I primi scrittori a fare una collezione sistematica e una trascrizione delle antiche leggende furono il folclorista Peter Christen Asbjørnsen ed il poeta Jørgen Moe. Nel 1835 essi pubblicarono una collezione di storie e canzoni norvegesi che li ha resi celebri come "I fratelli Grimm norvegesi". Nel 1912 l'artista Olaf Gulbransson fece un disegno di un grande campione tipo Skogkatt nella sua autobiografia; il disegno risale al 1910 circa.
Negli anni trenta, a causa della deruralizzazione dell'ambiente selvaggio, l'addomesticamento portò a un incrocio con gatti di casa a pelo corto. Dato che il gene del pelo corto è dominante, il tipico manto Skogkatt divenne sempre più raro.
Già prima della seconda guerra mondiale un gatto delle foreste venne presentato in una mostra a Oslo e dopo la guerra pochi ammiratori continuarono con il piano di preservare la razza, utilizzando i migliori e più adatti esemplari che poterono trovare.

### Gli anni 1970-1980
Nel settembre del 1972 il gatto delle foreste fu accettato come razza dalle associazioni norvegesi, ottenendo uno standard preliminare. A questo punto il termine "Norsk Skogkatt" divenne ufficiale; non si tratta di una referenza per i confini geografici (il gatto delle foreste appare infatti anche in altri paesi scandinavi), piuttosto al primo paese che lo riconobbe, ancora pochi anni prima della vera svolta.
Nel 1973 cominciò il programma di allevamento: non fu facile trovare un altro Skogkatt riconosciuto come tale in quel periodo, infatti ci vollero circa dieci mesi affinché gli allevatori potessero confermare di avere un vero Skogkatt. La riproduzione iniziò con la femmina di Edel Runas - Pippa Skogpuss, accoppiata con il maschio di Nylunds - Pans Truls.
Nel dicembre del 1975 un gruppo di allevatori appassionati si riunì, fondando il Norsk Skogkattring (Circolo dei Gatti delle Foreste Norvegesi, impegnato nel recupero della razza), che nel 1976 venne ufficialmente riconosciuto dalla FIFé e, successivamente, da tutte le altre associazioni internazionali. Oggi in Norvegia questa razza è riconosciuta come razza nazionale e prende il nome di Norsk Skogkatt.
Il programma di allevamento fu difficile per gli anni successivi perché vi erano così pochi parenti riconosciuti ufficialmente che un certo numero di incroci tra parenti fu inevitabile. Prima che la nuova razza potesse essere riconosciuta dalla FIFè, dovettero essere autenticate tre generazioni complete. Nell'aprile del 1977, quando c'erano circa centocinquanta gatti delle foreste norvegesi registrati in Norvegia, la FIFè inviò un giudice tedesco ad uno show tenutosi ad Oslo. Il suo obiettivo era quello di fare un reportage della nuova razza, per aiutare la commissione dei giudici della FIFè a decidere sul suo futuro.
Nel novembre del 1977 Carl-Frederick Nordane viaggiò fino a Parigi per partecipare all'assemblea generale della FIFé, portando con sé diverse foto di quella che da lì a poco sarebbe divenuta una nuova razza. I giudici riconobbero in Pans Truls, brown tabby con bianco, lo standard con cui si sarebbe identificata l'intera razza ed assegnarono il numero 13 NF standard. La notizia suscitò molto clamore nel paese d'origine, dove la televisione trasmise la foto di Truls, annunciando il riconoscimento ufficiale del gatto delle foreste norvegesi.

## Caratteristiche e colori

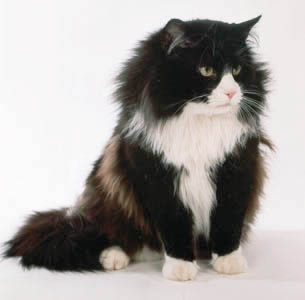
Giovane esemplare con il mantello bianco e nero

Di taglia grande, lungo, di costituzione robusta e con solida struttura ossea. La testa è triangolare con tutti i lati uguali, di buona altezza vista di profilo, fronte leggermente arrotondata, profilo dritto senza interruzioni, mento forte. Le orecchie sono grandi, larghe alla base, appuntite, con ciuffetti simili a quelli della lince e lunghi peli che ne fuoriescono. Gli occhi sono grandi, ovali, ben aperti ed obliqui e il colore varia dal verde al verde oro. Espressione attenta. Le zampe sono robuste, alte, con zampe posteriori più alte di quelle anteriori. Piedi grandi e palmati che gli facilitano gli spostamenti sulla neve, arrotondati e proporzionati alle zampe, con abbondanti ciuffi di pelo tra le dita per non sprofondare nella neve. La coda è lunga e fornita di pelo, girata all'indietro dovrebbe raggiungere almeno le scapole, ma preferibilmente il collo.
Il peso del maschio adulto è tra i 5,5 e i 7 kg e della femmina circa 4,5 kg.
Il pelo è semilungo. Il sottopelo lanoso è ricoperto da un pelo di copertura lucido e idrorepellente che è formato da peli lunghi, grossi e lucidi che coprono la schiena ed i fianchi. Un gatto in pieno pelo ha una gorgiera, una criniera completa e pantaloncini sulle zampe posteriori. Si possono trovare in tutti i colori, incluse tutte le varietà con il bianco. Sono esclusi i disegni di tipo point (siamese), e i colori chocolate, lilac, cinnamon e fawn.